# Leon Bazyli Sapieha
Leon Bazyli Sapieha herbu Lis (ur. 20 marca 1652, zm. 9 listopada 1686 w Warszawie) – podskarbi nadworny litewski, generał Armii Wielkiego Księstwa Litewskiego.
Był synem Pawła Jana i bratem Kazimierza Jana, Benedykta Pawła i Franciszka Stefana.
W latach 1663–1668 studiował na Akademii Wileńskiej, następnie odbył kilkuletnią podróż po Europie, przebywał m.in. w Paryżu. Powrócił do kraju około 1673 roku.
Posłował na sejm grodzieński w 1678. Bardziej ze względu na zasługi braci, niż własne, mianowany w styczniu 1679 stolnikiem wielkim litewskim. Posłował na sejm 1681, gdzie został mianowany podskarbim nadwornym, a także na sejm 1683 roku.
Brał udział w wyprawie wspomagającej odsiecz wiedeńską, wystawiając własnym sumptem dwie chorągwie jazdy. W 1684 roku został mianowany generałem armii litewskiej. Brał udział kampanii 1686 r.
Zmarł w Warszawie 9 listopada 1686 roku na skutek przypadkowego wystrzału z pistoletu.